# Piltajauratj
Piltajauratj (aktuell stavning Bilddajávrátj) är en sjö i Arjeplogs kommun i Lappland och ingår i Piteälvens huvudavrinningsområde. Sjön har en area på 0,131 kvadratkilometer och ligger 513,1 meter över havet. Piltajauratj ligger i Tjeggelvas Natura 2000-område. Sjön avrinner till Bläckajaure.

## Delavrinningsområde
Piltajauratj ingår i det delavrinningsområde (739309-158930) som SMHI kallar för Utloppet av Bläckkajaure. Medelhöjden är 529 meter över havet och ytan är 10,58 kvadratkilometer. Räknas de 3 avrinningsområdena uppströms in blir den ackumulerade arean 56,61 kvadratkilometer. Det vattendrag som avvattnar avrinningsområdet har biflödesordning 3, vilket innebär att vattnet flödar genom totalt 3 vattendrag innan det når havet efter 273 kilometer. Avrinningsområdet består mestadels av skog (84 procent). Avrinningsområdet har 1,67 kvadratkilometer vattenytor vilket ger det en sjöprocent på 15,7 procent.